# Dorothée de Brandebourg (1420-1491)
Pour les articles homonymes, voir Dorothée de Brandebourg.
Dorothea von Brandenburg (née le 9 février 1420 à Berlin, morte le 19 janvier 1491 à l'abbaye de Rehna) est princesse de Brandebourg et également par mariage duchesse de Mecklembourg.

## Biographie
Dorothea est une fille de l'électeur Frédéric Ier de Brandebourg (1371-1440) de son mariage avec Élisabeth (1383-1442), fille du duc Frédéric de Bavière. Les frères de Dorothée sont Jean IV, Frédéric II et Albert III Achille, électeurs de Brandebourg.
Elle épouse le duc Henri IV de Mecklembourg (1417-1477) en mai 1437. En dot, Dorothée reçoit Dömitz et Gorlosen, que sa sœur Marguerite avait déjà reçus lorsqu'elle épousa Albert V de Mecklembourg en 1423, mais qui mourut peu après le mariage. Dans le différend entre le Brandebourg et le Mecklembourg sur l'héritage de la Principauté de Wenden, les liens familiaux entre le duc Henri et l'électeur Frédéric ont contribué à un règlement.
Dorothea devient veuve en 1477, elle vit comme religieuse à l'abbaye de Rehna en 1485. Elle est enterrée dans l'église Saints-Jacques-et-Denis de Gadebusch. Sa pierre tombale porte un dessin gratté de la duchesse, qui la représente en habit de religieuse couronnée d'un dais.

## Mariage et descendance
De son mariage, Dorothée a les enfants suivants :
- Albert VI (1438–1483), duc de Mecklembourg

⚭ 1466/68 Comtesse Catherine de Lindau-Ruppin (morte en 1485)
- Jean VI (1439–1474), duc de Mecklembourg
- Magnus II (1441-1503), duc de Mecklembourg

⚭ 1478 Princesse Sophie de Poméranie (1460–1504)
- Catherine (1442–1452)
- Anne (1447–1464)
- Elisabeth (1449-1506), abbesse de Ribnitz
- Balthazar (1451–1507), duc de Mecklembourg, religieux.